# Plegament proteic

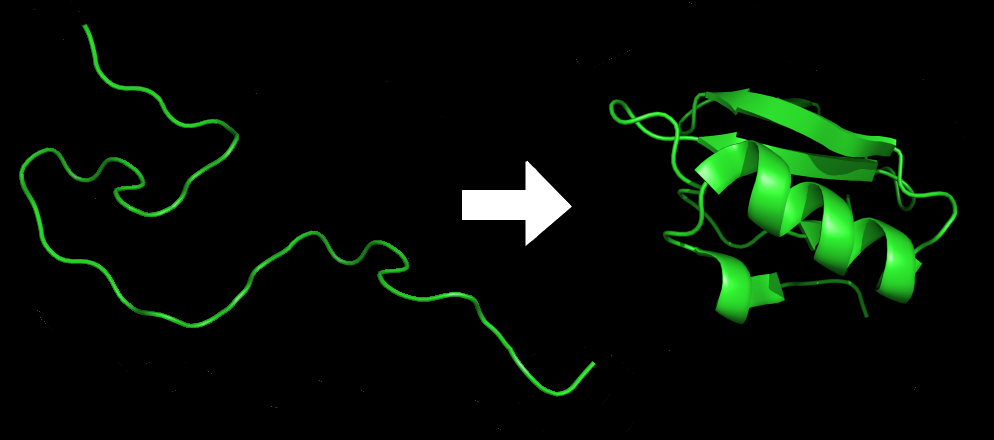
Dibuix representant la configuració d'un polímer proteic (línia en la imatge esquerra) abans i després de replegar-se (dreta). Les cintes de la imatge plegada representen estructures organitzades com l'hèlix alfa o el full beta.

El plegament proteic és el procés físic pel qual un polipèptid es replega en la seva estructura tridimensional característica i funcional. Cada proteïna comença en forma de polipèptid, traduït d'una seqüència d'ARNm com a cadena lineal d'aminoàcids. Aquest polipèptid manca d'estructura tridimensional desenvolupada (a l'esquerra de la imatge). Tanmateix, es pot considerar que cada aminoàcid de la cadena té unes determinades característiques químiques "brutes". Poden ser, per exemple, la hidrofòbia, la hidrofília, o una càrrega elèctrica. Els aminoàcids interaccionen entre ells i amb el seu medi cel·lular per produir una forma tridimensional ben definida, la proteïna replegada (a la dreta de la imatge), coneguda com a estat natiu. L'estructura tridimensional resultant és determinada per la seqüència d'aminoàcids. El mecanisme del replegament proteic no és comprès del tot.
Per a moltes proteïnes l'estructura correcta tridimensional és essencial per a la seva funció. Si la proteïna no es plega en la forma desitjada, normalment es produeixen proteïnes inactives amb propietats diferents incloent prions tòxics. Algunes malalties neurodegeneratives i d'altres es consideren que són la causa de l'acumulació de proteïnes plegades incorrectament.

## Relació entre el plegament i la seqüència d'aminoàcids

Esquema representant els ponts d'hidrogen entre aminoàcids no consecutius d'un polipèptid de l'hèlix alfa

Esquema representant les interaccions febles entre aminoàcids no consecutius d'un polipèptid del Full beta

La seqüència d'aminoàcids o estructura primària d'una proteïna defineix la seva conformació nativa. Una proteïna es plega espontàniament durant o després de la seva síntesi. Es considera que aquestes macromolècules es pleguen sobre elles mateixes, aquest procés depèn del dissolvent (aigua o bicapa lipídica), la concentració de sals, la temperatura, i la presència de les molècules xaperones.
Les proteïnes plegades normalment tenen una part hidròfoba en la qual l'embalatge de la cadena lateral estabilitza l'estat plegat, i les cadenes laterals carregades o polars ocupen la superfície solventment exposada on interaccionen amb l'aigua. Minimitzar el nombre de cadenes laterals hidròfobes exposades a l'aigua és una força de conducció important després del procés de plegament. La formació de ponts hidrogen intramoleculars també proporciona una contribució important per l'estabilitat de la proteïna. La força dels ponts d'hidrogen depèn de l'ambient en el qual es trobi la proteïna, d'aquesta manera, els ponts d'hidrogen que es troben en el centre hidròfob contribueixen més que els ponts d'hidrogen exposats en un ambient aquós per a l'estabilitat del seu estat natiu.
El procés de plegament in vivo sovint comença co-traduccionalment de manera que el grup amino terminal de la proteïna es comença a plegar mentre que el grup carboni terminal encara és sintetitzat pel ribosoma. Proteïnes especialitzades anomenades xaperones ajuden en el plegament d'altres proteïnes. Un exemple ben estudiat és el sistema bacterià de GroEL (família de les xaperones), que ajuda al plegament de proteïnes globulars. En organismes eucariòtics, les xaperones són coneguts com a proteïnes HSP (Heat Shock Protein). Encara que la majoria de les proteïnes globulars poden assumir el seu estat natiu sense ajuda, el plegament amb xaperones és sovint necessari en l'ambient intracel·lular per evitar l'agregació entre si. Les xaperones són també utilitzades per evitar un plegament incorrecte i agregacions que poden ocórrer com a conseqüència d'una exposició per calor o altres canvis en l'ambient cel·lular.
Majoritàriament, els científics han pogut estudiar moltes molècules idèntiques que es pleguen juntes en masse. En el nivell més tosc, sembla que en el procés de transició cap al seu estat natiu, qualsevol seqüència d'aminoàcids segueix aproximadament la mateixa ruta i passa aproximadament a través dels mateixos estats intermediaris i de transició. Sovint el plegament implica primer l'establiment d'estructures secundàries i supersecundàries regulars, especialment d'hèlixs alfa i fulles plegades beta, i després estructura terciària. La formació de l'estructura quaternària normalment implica la unió de subunitats que ja s'han plegat. L'hèlix alfa i les estructures de fulla plegada beta es pleguen ràpidament perquè estan estabilitzats per ponts d'hidrogen intramoleculars, com va ser descrit per primer cop per Linus Pauling. El plegament d'una proteïna pot implicar enllaços covalents en forma de ponts disulfur formats entre dos residus de cisteïna o la formació de cluster de metall. Abans d'estabilitzar-se en la seva conformació nativa més energèticament favorable, les molècules poden passar a través d'un altre estat intermediari, anomenat molten globul state.
Tanmateix, el fet essencial del plegament proteic és que la seqüència d'aminoàcids de cada proteïna conté la informació especifica tant per la seva estructura nativa com pel camí que ha d'assolir aquell estat. Això però, no vol dir que aminoàcids gairebé idèntics es pleguin similarment. Les conformacions difereixen basant-se en factors ambientals com també, proteïnes similars difereixen depenent del lloc on es trobin. El plegament és un procés espontani independent d'aportacions d'energia des de nucleòsids trifosfats. El pas de l'estat plegat és principalment guiat per interaccions hidrofòbiques, formació de ponts d'hidrogen intramoleculars, i forces de Van der Waals, i s'oposa a l'entropia conformacional.

## Interrupció de l'estat natiu
En algunes condicions les proteïnes no es pleguen en les seves formes bioquímicament funcionals. Temperatures més altes o més baixes de les que les cèl·lules tendeixen a viure produirà proteïnes tèrmicament inestables, i aquestes patiran un procés de desnaturalització (això és la raó per què quan bullim un ou es torna opac). Concentracions altes de soluts, valors de pH extrems, forces mecàniques, i la presència d'agents desnaturalitzants químics poden provocar el mateix efecte. Tanmateix, l'estabilitat tèrmica d'una proteïna, no té un valor constant. Per exemple, s'ha trobat que els bacteris hipertermofílics creixen a temperatures tan altes com 122 °C, i naturalment exigeixen que totes les proteïnes puguin complir les seves funcions vitals i per tant, que siguin estables a aquella temperatura o bé a temperatures més altes.
A una proteïna plenament desnaturalitzada li manca la seva estructura tant secundària com terciària. Sota certes condicions es poden replegar algunes proteïnes; tanmateix, en molts casos la desnaturalització és irreversible. Les cèl·lules a vegades protegeixen les seves proteïnes contra la influència de la desnaturalització per calor amb enzims coneguts com a xaperones o proteïnes HSP, que ajuden a unes altres proteïnes a plegar-se i a romandre plegades. Algunes proteïnes que es troben en les cèl·lules mai no es pleguen del tot si no és amb l'ajuda de les molècules xaperones, que aïlla proteïnes individuals de manera que el seu plegament no es vegi interromput per interaccions amb unes altres proteïnes o bé ajuda a desplegar proteïnes mal plegades, donant una segona possibilitat de replegar-se pròpiament. Aquesta funció és crucial per evitar el risc de precipitació d'agregats amorfs insolubles.

## Plegament incorrecte de proteïnes i malalties neurodegeneratives
Les proteïnes agregades estan associades amb malalties relacionades amb prions, com és ara, la malaltia de Creutzfeldt-Jakob, l'encefalopatia espongiforme bovina (malaltia de les vaques boges), malalties amiloides com l'Alzheimer i la cardiomiopatia amiloide familiar o la polineuropatia amiloide familiar, així com malalties d'agregació intracitoplasmàtica com la malaltia de Huntington i la malaltia de Parkinson. A l'inici d'aquestes malalties degeneratives està associat amb la multimerització de proteïnes mal plegades d'agregats insolubles, extracel·lulars i/o inclusions intracel·lulars incloent fibril·les d'amiloide de fulla plegada beta; no és clar però, si aquests agregats són la causa o merament un reflex de la pèrdua d'homeòstasi de la proteïna, l'equilibri entre síntesi, el replegament o l'agregació. El mal plegament i l'excessiva degradació comporta un cert nombre de malalties de proteopatia com emfisema pulmonar associat a una deficiència d'alfa-1-antitripsina, fibrosi quística i les malalties d'acumulació lisosòmiques, on la pèrdua de funció és l'origen del trastorn. Mentre que la teràpia de substitució de proteïna s'ha utilitzat històricament per corregir els últims trastorns, un enfocament emergent és utilitzar xaperones farmacèutiques per plegar proteïnes mutades i fer-les funcionals. Chris Dobson, Jeffery W. Kelly, Dennis Selkoe, Stanley Prusiner, Peter T. Lansbury, William E. Balch, Richard I. Morimoto, Susan L. Lindquist i Byron C. Caughey han contribuït tots a aquesta comprensió emergent de malalties degudes al mal plegament proteic.

## Cinètica i paradoxa Levinthal
La duració del procés de plegament varia depenent de la proteïna d'interès. Quan s'ha estudiat la cèl·lula des de l'exterior, s'ha observat que les proteïnes requereixen molts minuts o hores per plegar-se, principalment a causa de la isomerització de la prolina, i han de passar a través d'alguns estats intermedis, com ara controls, abans que el procés es completi.
D'altra banda, moltes proteïnes petites de domini únic amb llargades de fins a cent aminoàcids típicament es pleguen en un sol pas.
Escales de temps de mil·lisegons són les més comunes i les reaccions de plegament de proteïna conegudes més ràpides es completen en microsegons.
La paradoxa de Levinthal
observa que si una proteïna s'hagués de plegar seqüencialment provant totes les conformacions possibles, trigaria una quantitat astronòmica de temps per fer-ho, fins i tot si les conformacions es provessin en una proporció ràpida (en nanosegons o picosegons). Basat en l'observació que les proteïnes es pleguin molt més ràpid que d'aquesta forma, Levinthal llavors proposava que no ocorria una recerca conformacional fortuïta, i que la proteïna s'havia de plegar, per això, a través d'una sèrie d'estats intermedis metaestables.

## Tècniques per l'estudi del plegament de proteïna

### Dicroisme circular
El dicroïsme circular és una de les eines més generals i bàsiques per estudiar el plegament de les proteïnes. L'espectroscòpia de dicroisme circular mesura l'absorció de llum polaritzada circulant. En les proteïnes, les estructures com l'hèlix alfa i la fulla plegada beta són quirals, ja que així absorbeixen la llum. L'absorció d'aquesta llum serveix com a marcador del grau de plegament del conjunt de la proteïna. Aquesta tècnica es pot utilitzar per a mesurar equilibri que desenvolupa la proteïna mesurant el canvi d'aquesta absorció en funció de la concentració de desnaturalitzant o de la temperatura. Un desnaturalitzant mesura l'energia lliure de desplegament així com el valor de m de la proteïna, o dependència de desnaturalitzant. La desnaturalització per la temperatura mesura la temperatura de fusió (Tm) de la proteïna. Aquest tipus d'espectroscòpia també es pot combinar amb altres mecanismes més ràpids com flux aturat, per mesurar la cinètica de plegament de les proteïnes i per generar gràfics com el cheveron plot.

### Dicroisme vibracional de proteïnes
El descobriment més recents de tècniques per a proteïnes de dicroisme circular vibracional (VCD) que normalment impliquen eines com la transformada de Fourier (FFT), proporcionen mitjans potents per a determinar les conformacions de les proteïnes en solució, fins i tot per a molècules molt grans. Tals estudis de VCD de proteïnes es combinen sovint amb la difracció de raig X de cristalls de proteïnes, dades de FT-IR per a solucions de proteïna en aigua pesant (D2O), o càlculs d'ab initio per proporcionar assignacions estructurals inequívoques que són inassequibles d'obtenir a partir de DC.

## Estudis moderns de replegament d'alt temps resolutiu
L'estudi de plegament de proteïnes ha avançat molt en aquests darrers anys pel desenvolupament de tècniques més ràpides, i de gran resolució a la vegada. Aquests són mètodes experimentals per provocar ràpidament el plegament d'una mostra de proteïna no plegada, i d'aquesta manera observar la dinàmica que en resulta. Les tècniques ràpides d'extens ús inclouen tècniques com neutron scattering, mescla ultraràpida de solucions, mètodes fotoquímics, i espectroscòpia làser de canvi de temperatura (laser temperature jump spectroscopy). Entre els científics que han contribuït al desenvolupament d'aquestes tècniques, destaquen en Jeremy Cook, Heinrich Roder, Fustigar Gris, Martin Gruebele, Brian Dyer, William Eaton, Sheena Radford, Chris Dobson, el senyor Alan R. Fersht i Bengt Nölting.

## Teoria “energy landscape” del plegament proteic
El fenomen de plegament de proteïna va ser en gran part una hipòtesi experimental fins a la formulació d'aquesta teoria elaborada per Joseph Bryngelson i Peter Wolynes a finals dels anys 1980 i començaments de 1990. Aquesta enfocament introduïa el principi de repulsió mínima, que afirma que l'evolució ha seleccionat les seqüències d'aminoàcids de proteïnes naturals de manera que les interaccions entre cadenes laterals en gran part afavoreixin l'adquisició de la molècula en l'estat plegat. Les interaccions que no afavoreixen el plegament es seleccionen en contra, encara que s'espera que existeixi repulsió residual. Una conseqüència del fet que aquestes seqüències hagin estat seleccionades per l'evolució és que generalment s'ha cregut que les proteïnes han canalitzat “energy lanscapes” (descrit per José Onuchic) que són en gran part dirigides cap a l'estat natiu. Aquesta teoria permet que la proteïna es plegui en el seu estat natiu a través d'algunes de les moltes vies intermediàries, més que sent restringit a un mecanisme únic. La teoria és confirmada per les dues simulacions computacionals de proteïnes modèliques i per nombrosos estudis experimentals i s'ha utilitzat per millorar mètodes de predicció d'estructura i disseny de les proteïnes. La descripció de proteïnes que es pleguen prop de free energy landscape d'anivellament és també coherent amb la segona llei de la termodinàmica.

## Predicció computacional de l'estructura terciària de les proteïnes
Les tècniques ex novo o ab initio per a la predicció d'estructura de proteïna computacional estan relacionades a estudis implicant en el plegament de les proteïnes encara que són estrictament diferents. La dinàmica molecular (MD) és una eina important per a l'estudi del plegament i la dinàmica de les proteïnes.

A causa del cost computacional, les simulacions de plegament ab initio MD en aigua explícita es limiten només a pèptids i a proteïnes molt petites. Les simulacions de MD de proteïnes més grans romanen restringides a la dinàmica de l'estructura experimental o a l'alta temperatura de desplegament. Per tal de simular processos de plegament més llargs (aproximadament més d'1 microsegon), com el plegament de proteïnes curtes (sobre 50 residus) o més llargues, es necessita introduir algunes aproximacions o simplificacions en els models de proteïna. Que s'utilitzi una aproximació reduïa per la representació de proteïna (es defineixen pseudoàtoms que representen grups d'àtoms) i del potencial estadístic és no només útil en la predicció de l'estructura de la proteïna, sinó que és també capaç de reproduir el recorregut del plegament.
Hi ha projectes distribuïts de computació que usen temps de CPU o GPU desocupat d'ordinadors personals per resoldre problemes com el plegament de proteïnes o la predicció de la seva estructura. La gent pot executar aquests programes al seu ordinador o PlayStation 3 per donar-los suport. Vegi enllaços sota (per exemple Folding@Home) per aconseguir informació sobre com participar en aquests projectes.

## Tècniques experimentals per resoldre l'estructura de les proteïnes
Les estructures plegades de proteïnes es solen determinar usant per cristal·lografia de difracció de raigs X o ressonància magnètica nuclear.